# Richard von Goldberger
Richard von Goldberger (* 22. Juni 1875 in Wien; † 25. August 1927 in Berlin) war ein österreichischer Komponist.

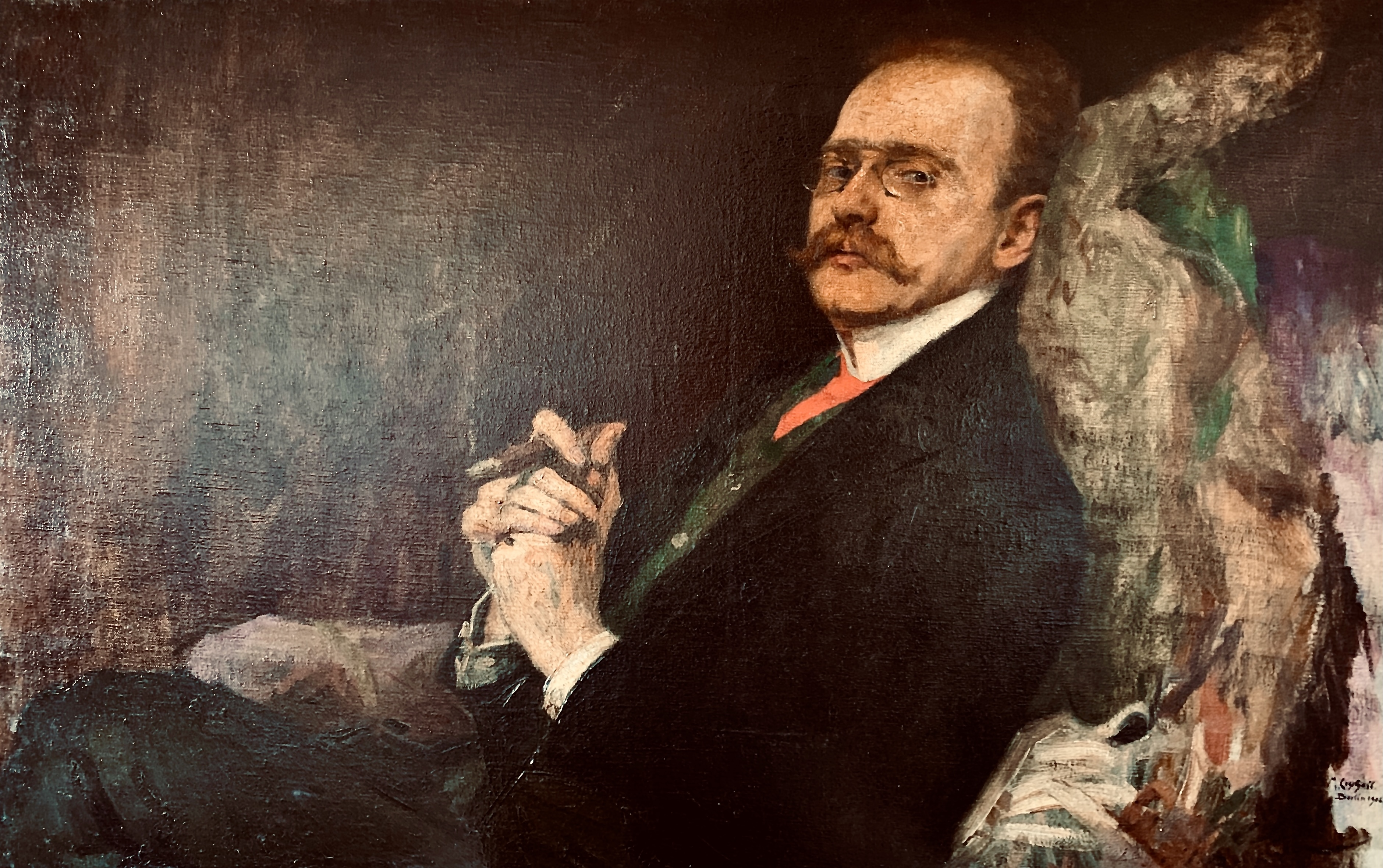
Baron Richard von Goldberger, GBK 1904, Gemälde von Moritz Coschell

## Leben
Goldberger war Mitbesitzer des Johann Strauß-Theaters in Wien. Er schrieb eine Reihe erfolgreicher Operetten, von denen Der Stern von Assuan in der Berliner Kroll-Oper zur Aufführung gelangte und zu einem Konflikt mit der Generalverwaltung der Stadttheater führte. Darüber hinaus komponierte er im Jahr 1918 die Operette Die Modebaronin mit Texten von Robert Bodanzky und Hanns Sassmann.

Baron Goldberger kannte auch den Maler Moritz Coschell, der ein großes Porträt von ihm anfertigte und das bedeutende Gemälde nahm auch an der Großen Berliner Kunstausstellung im Jahr 1903 teil und wurde in der jüdischen Kultur und Monatszeitschrift Ost und West publiziert und erhielt eine sehr ausführliche Beurteilung des Kritikers Georg Hermann: 

„Im Bild – das breiter ist wie hier der Ausschnitt und durch geschickte Gruppierung fesselt – steht famos ein roter Fleck, die Krawatte, in der Mitte als grellster Wert, um den sich die anderen, nach den Bildränder abstufen, gruppieren […]“

Goldberger nahm unter anderem an der Eröffnungsfeier der Ausstellung jüdischer Künstler am 17. November 1907 in Berlin teil.
Sein Nachlass wird im Archiv der Gesellschaft der Musikfreunde Wien aufbewahrt.

## Werke
- Mondweibchen – Ballett-Feerie in zwei Abteilungen
- Vergißmeinnicht – Tanzmärchen in einem Akt
- Der Zauberknabe
- Der Stern von Assuan
- Die Modebaronin